# Bábkové divadlo Žilina
Bábkové divadlo Žilina je kulturní a umělecká organizace, sídlící v Žilině.
Bábkové divadlo Žilina je repertoárové divadlo se stálým souborem, jehož hlavní činností je vytváření podmínek pro vznik a šíření loutkářské a alternativní divadelní tvorby pro děti a mládež.